# Universiade d'hiver de 1987
Navigation
Édition précédente Édition suivante
L'Universiade d'hiver 1987 est la 13e édition des Universiades d'hiver. Elle se déroule à Štrbské Pleso en Tchécoslovaquie, du 21 février au 28 février 1987.

## Tableau des médailles
| Rang | Nation             | Or | Argent | Bronze | Total |
| ---- | ------------------ | -- | ------ | ------ | ----- |
| 1    | Tchécoslovaquie    | 17 | 7      | 5      | 29    |
| 2    | Union soviétique   | 6  | 8      | 4      | 18    |
| 3    | Autriche           | 1  | 2      | 0      | 3     |
| 4    | Bulgarie           | 1  | 2      | 0      | 3     |
| 5    | Yougoslavie        | 0  | 1      | 6      | 7     |
| 6    | États-Unis         | 0  | 1      | 6      | 7     |
| 7    | Allemagne de l'Est | 0  | 1      | 2      | 3     |
| 8    | Suisse             | 0  | 1      | 1      | 2     |
| 9    | Italie             | 0  | 1      | 0      | 1     |
| 10   | Japon              | 0  | 1      | 0      | 1     |
| 11   | Canada             | 0  | 0      | 1      | 1     |
| 12   | Pologne            | 0  | 0      | 1      | 1     |